# Marian Wysokiński
Marian Wysokiński (ur. 8 czerwca 1913 w Krasówce, zm. ?) – polski rolnik, poseł na Sejm PRL III kadencji.

## Życiorys
Uzyskał wykształcenie średnie, prowadził własne gospodarstwo rolne w Krasówce. Wstąpił do Zjednoczonego Stronnictwa Ludowego, w 1961 został posłem na Sejm PRL z okręgu Radzyń Podlaski. W parlamencie zasiadał w Komisji Oświaty i Nauki, pełnił także funkcję sekretarza Sejmu.